# Clavularia primula
Clavularia primula is een zachte koraalsoort uit de familie Clavulariidae. De koraalsoort komt uit het geslacht Clavularia. Clavularia primula werd in 1846 voor het eerst wetenschappelijk beschreven door Dana. 